# Strečno
Strečno (ungarisch Sztrecsény – bis 1902 Sztrecsnó – älter auch Sztrecsén) ist eine etwa 7 km südöstlich der Stadt Žilina gelegene Gemeinde.

## Geographie
Hier durchbricht der Fluss Waag (Vah) die Kleine Fatra (Malá Fatra).

## Geschichte
Der Ort wurde um 1300 zum ersten Mal erwähnt. In dieser Zeit wurde durch Matthäus Csák die Burg errichtet, welche 1698 zerstört wurde.

## Bevölkerung
| Jahr                | 1994 | 2004     | 2014    | 2024    |
| ------------------- | ---- | -------- | ------- | ------- |
| Anzahl der Personen | 2406 | 2648     | 2565    | 2572    |
| Unterschied         |      | +10,05 % | −3,13 % | +0,27 % |

| Jahr                | 2023 | 2024    |
| ------------------- | ---- | ------- |
| Anzahl der Personen | 2589 | 2572    |
| Unterschied         |      | −0,65 % |

## Tourismus
Strečno ist umsäumt von Bergen und touristischer Anlaufpunkt, da sich hier sehr malerisch und romantisch die Burg Strečno und eine weitere Burgruine in das Flusstal einfügen. Der bis dahin ruhige Fluss Waag beeindruckt hier durch Stromschnellen, was Floßfahrten ermöglicht.

## Verkehr
Der Ort verfügt über einen Bahnhof, der von der slowakischen Staatsbahn (ŽSR) bedient wird. Vom nahe gelegenen Vrútky aus verkehren auch Regiojets Richtung Prag, die den Ort durchqueren.

## Galerie

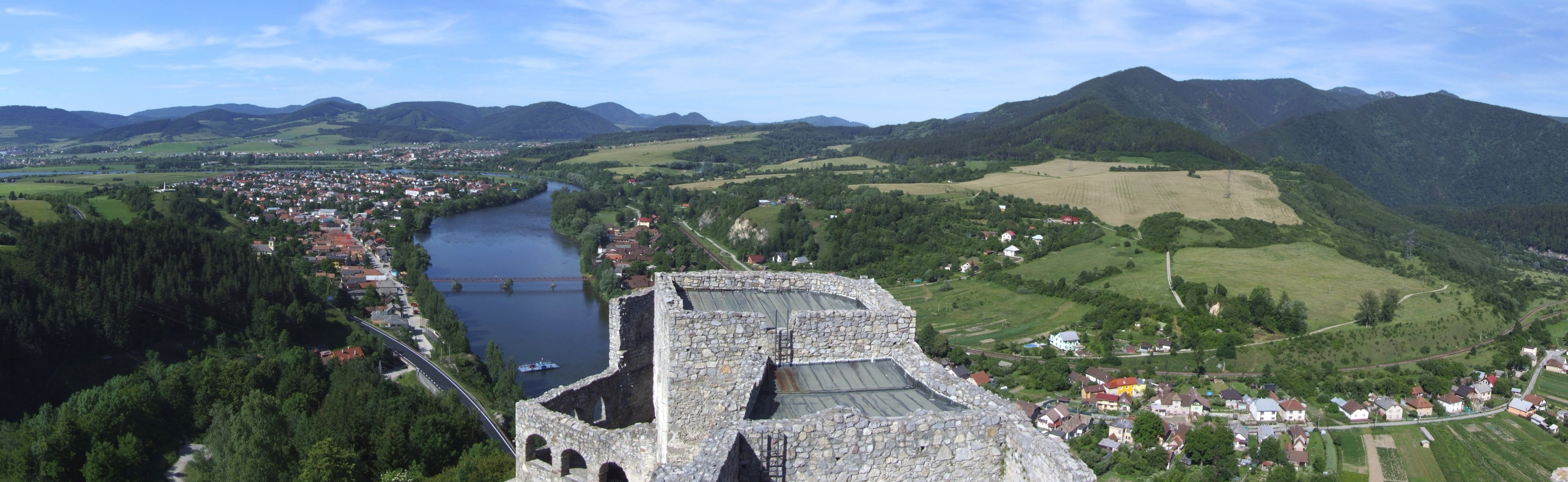
Panorama von der Burg Strečno mit Blick auf Landschaft um Strečno
Blick aus dem Tal auf die Burg Strečno
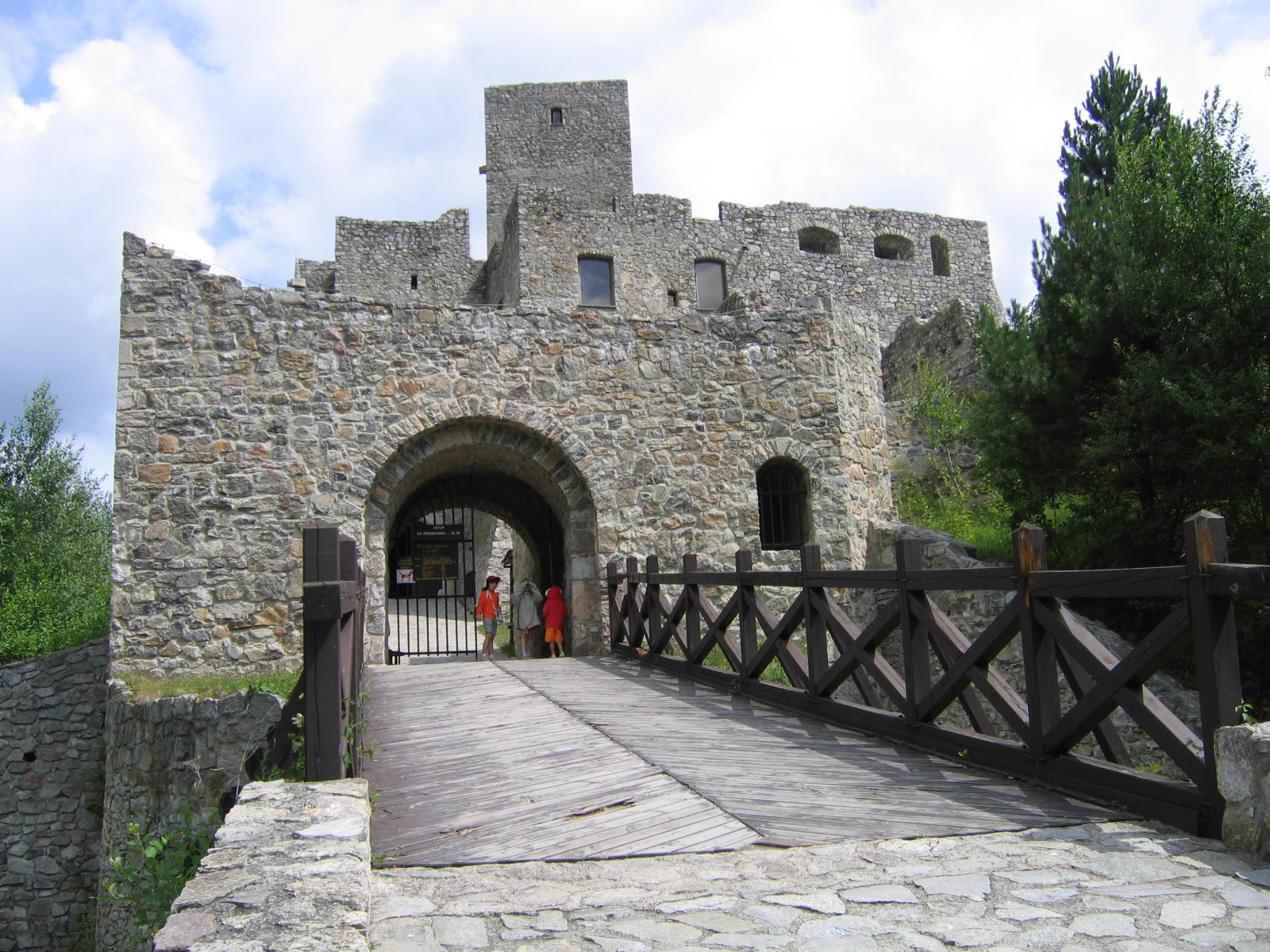
Eingangsbereich der Burg Strečno
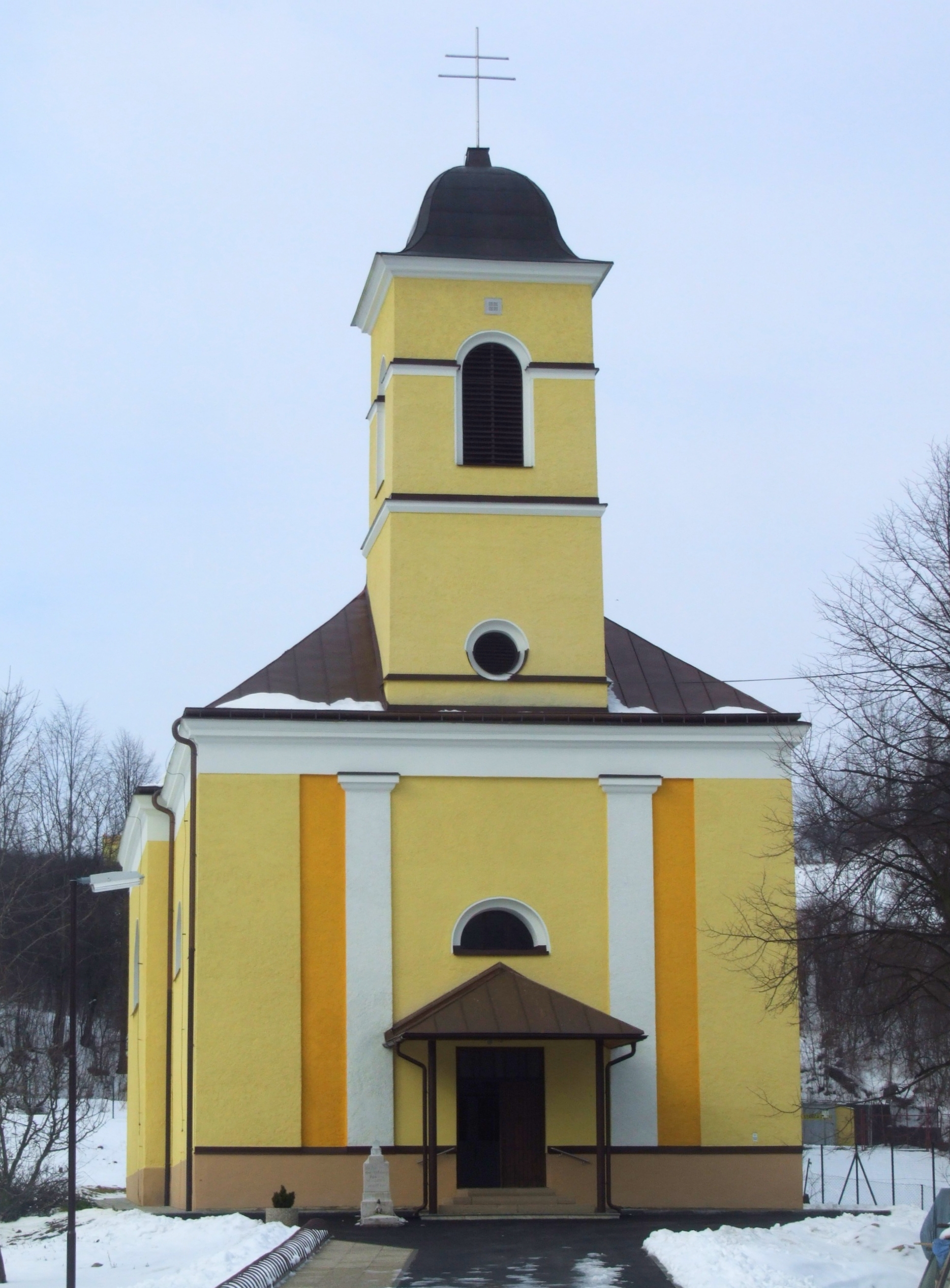
Kirche in Strečno
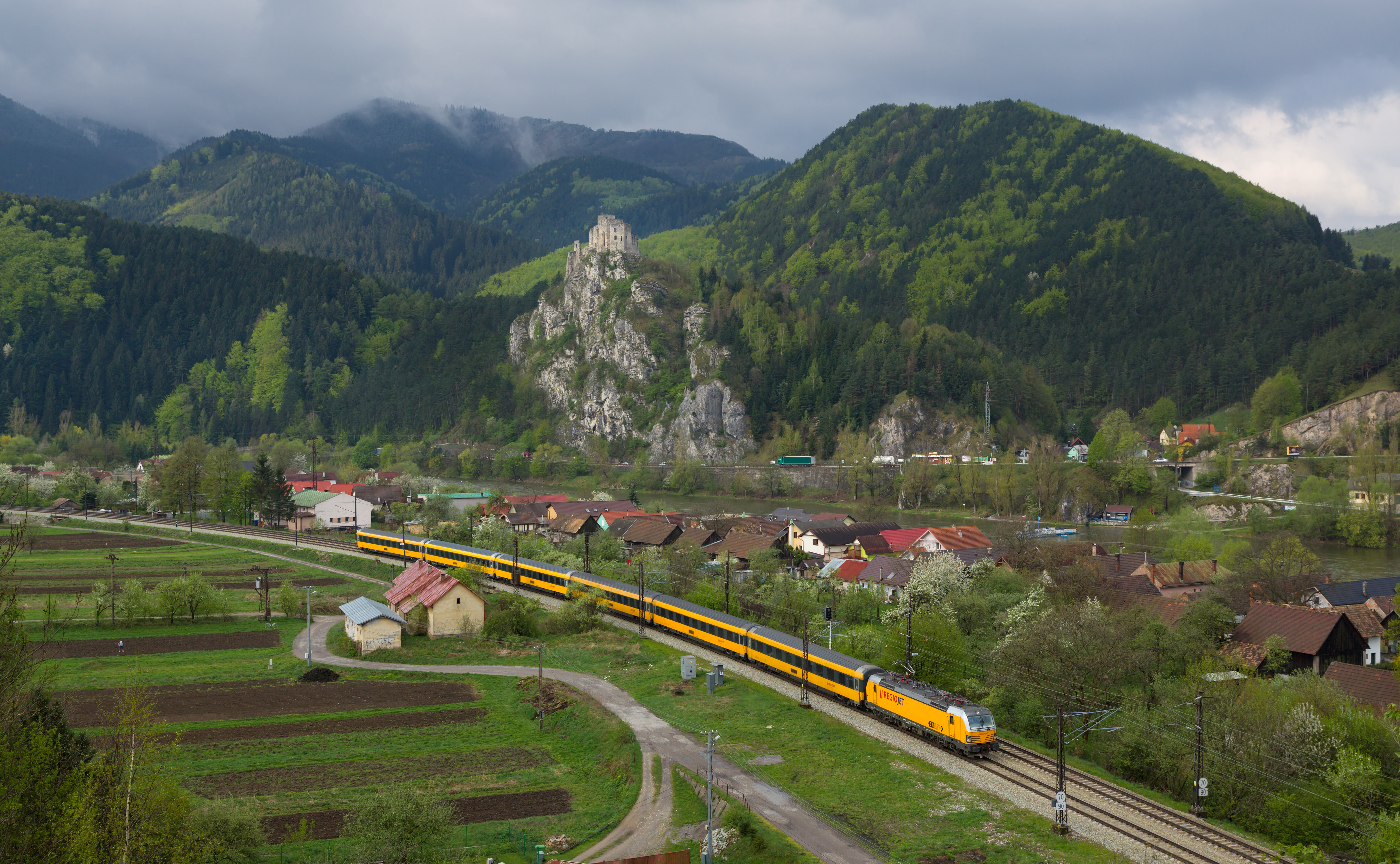
Ein Zug der Privatbahn Regiojet bei der Durchquerung von Strečno

## Partnerstädte
- Šenov, Tschechien